# Ніно Бурджанадзе
Ні́но Анзо́рівна Бурджана́дзе  (груз. ნინო ბურჯანაძე; нар. 16 липня 1964, Кутаїсі, Грузинська РСР, СРСР) — грузинська політикиня. У період із 23 листопада 2003 по 25 січня 2004 року була виконувачкою обов'язків президента Грузії, 28 березня 2004 року обрана головою грузинського парламенту. Очільниця політичної партії «Демократичний рух — Єдина Грузія». Професор з міжнародного права.

## Життєпис
Батьком Ніно Бурджанадзе є Анзор Бурджанадзе. Вона закінчила факультет права Тбіліського державного університету, та навчалась у Московському державному університеті в 1986–1989. Закінчила його із ступенем кандидатки міжнародного права в 1990 р. Починаючи з 1991 р. була асоційованою професоркою факультету міжнародного права Тбіліського державного університету.

## Підтримка анексії Криму Росією
16 квітня 2015 р. Бурджанадзе заявила в ефірі телеканалу «Імеді»:
Факт, що Крим сьогодні є частиною Росії і більше ніколи він не стане частиною України. Українська влада при певному потуранні Заходу допустила радикальні і принципові помилки, наслідком яких стали події, що розгорнулися в Криму. Сьогодні факт, що міжнародне співтовариство взагалі забуло про Крим <…> це факт, що більше жодна держава не говорить про Крим.
Вона також вважає кримський «референдум» 2014 року легітимним і що в ньому начебто взяли участь 93 % жителів.

## Оцінки
- Валерія Новодворська, російська дисидентка, політична діячка, правозахисниця:

| Ніно Бурджанадзе — національний зрадник, яка всі коридори російські виходила, скаржачись на Грузію. Вона не погребувала з'явитися в країну, яка є окупантом Грузії. Це все одно, що якби хтось із англійських політиків під час Другої світової війни поїхав у Берлін, щоб Гітлеру скаржитися на Черчілля[4][5] |

## Виноски
1. ↑  Українська правда: Бурджанадзе вважає, що Крим став Росією і ніколи не повернеться в Україну [Архівовано 18 квітня 2015 у Wayback Machine.]
2. ↑  Юрій Фельштинський: Шкура вбитого ведмедя. Відповідь Ніно Бурджанадзе [Архівовано 18 квітня 2015 у Wayback Machine.]
3. ↑  interpressnews (Грузія): Бурджанадзе — «Факт, что Крым сегодня является частью России». Архів оригіналу за 18 квітня 2015. Процитовано 18 квітня 2015.
4. ↑  Інтерв'ю «Главком», 26.05.2011. Архів оригіналу за 18 квітня 2015. Процитовано 18 квітня 2015.
5. ↑  Цензор.НЕТ: Новодворская: Бурджанадзе — национальный предатель., 26.05.2011